# آنتونلو وندیتی
آنتونلو وندیتی (ایتالیایی: Antonello Venditti؛ زادهٔ ۸ مارس ۱۹۴۹) خواننده-ترانه‌پرداز و موسیقی‌دان اهل ایتالیا است. وی از سال ۱۹۷۱ میلادی تاکنون مشغول فعالیت بوده‌است.
از فیلم‌هایی که وی در آن‌ها نقش داشته است، می‌توان به شب بخیر، آقایان و خانم‌ها اشاره نمود.